# Barda Foca il Giovane
Barda Foca, detto il giovane (Kappadokia, 940 – Abido, 13 aprile 989), è stato un generale bizantino.
Era nipote di Niceforo II Foca, l'imperatore ucciso dal successore Giovanni I Zimisce.

## La carriera militare

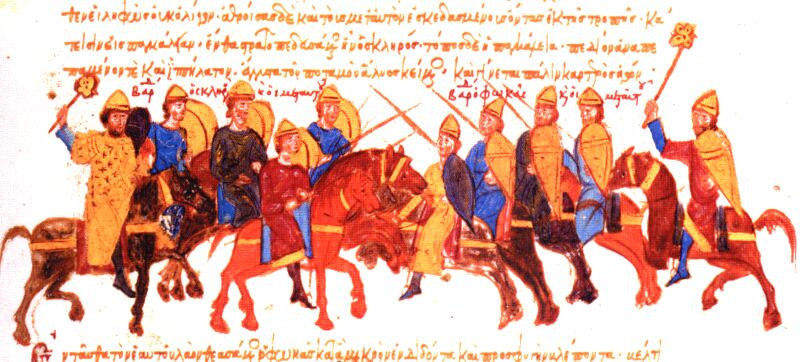
La battaglia tra gli eserciti di Bardas Sclero e di Barda Foca.

Figlio del brillante generale Leone II Foca, Barda Foca il giovane fu nominato ufficiale già in giovane età ed ebbe una carriera militare brillante; nel 977 Basilio II (976-1025) lo nominò generale supremo delle forze bizantine terrestri. Foca rimase sorpreso per questa nomina, ma non perse tempo e organizzò l'esercito reclutando molti uomini da Cesarea in Cappadocia e dalla stessa Cappadocia. Suo scopo principale era quello di sconfiggere il rivale e ribelle Barda Sclero.
La guerra civile fra le fazioni a cui erano a capo si protrasse per due anni e mezzo fino alla primavera del 979, quando si combatté la battaglia finale a Sarvenisni (Aquae Saravenae o Basilika Therma) nel thema di Charsianon (nei pressi della moderna Kırşehir), conclusasi con la vittoria delle forze imperiali sotto il comando di Barda Foca. Lo sconfitto Barda Sclero in seguito alla sconfitta subita riuscì a fuggire, rifugiandosi con il suo seguito presso l'emiro buwayhide di Baghdad Adud al-Dawla. Barda Foca ottenne l'incarico di Grande domestico.

## Le rivolte di Bardas Sclero e di Barda Foca
Quando Bardas Sclero venne a conoscenza della sconfitta di Basilio II sui bulgari, venne armato dal califfo di Baghdad con uomini e mezzi e si autoproclamò Basileus per la seconda volta. Giunto in Anatolia capì che l'aristocrazia, fedele a Barda Foca, non l'avrebbe appoggiato.
Questi era talmente popolare da proclamarsi egli stesso Basileus: propose tuttavia a Sclero un patto in base al quale, se avessero vinto la guerra, si sarebbero divisi in due l'impero bizantino; una parte occidentale (in cui sarebbe stata compresa Costantinopoli) e una parte orientale (l'Asia minore).
Bardas Sclero accettò la proposta. Pur tuttavia fu fatto imprigionare da Barda Foca che non mantenne le promesse fatte e si pose anzi al comando delle truppe arabe di Sclero. Foca pensava che questo fosse il modo migliore per indebolire in maniera definitiva Basilio II Bulgaroctono e ritenne quindi utile dividere in due il suo esercito: mentre una parte sarebbe andata ad ovest di Abido, sull'Ellesponto, con l'altra si sarebbe trincerato a Crisopoli. E così fece.
Basilio II non si pose il problema di intervenire subito in quanto il suo potere giungeva fino a Costantinopoli. Foca, ugualmente, preferì restare sulla difensiva. Basilio II trovò un alleato in Vladimir I di Kiev, il quale inviò in aiuto seimila variaghi. Nel gennaio dell'anno 989 i seimila variaghi si posero sotto il comando di Basilio II e qualche settimana dopo colpirono in un attacco notturno l'accampamento di Barda Foca. I nordici uccisero tutti e distrussero l'intero l'accampamento. Solo tre sottufficiali furono risparmiati e consegnati all'imperatore. Questi ordinò che uno di essi fosse impiccato, un altro impalato ed il terzo crocifisso.
Barda Foca scese a questo punto in campo con l'altra metà dell'esercito assediando Abido, che tuttavia resistette; Basilio II mandò in soccorso della città un esercito comandato da suo fratello Costantino VIII. All'alba del 13 aprile Basilio II dette l'ordine di attaccare e distruggere l'esercito ribelle di Barda Foca.
La morte di questo prestigioso ufficiale bizantino rimane per certi versi ancora avvolta nel mistero e in un alone di leggenda. Le fonti storiche più attendibili sostengono che il condottiero, vedendo Basilio II in continuo movimento tra le file dei suoi variaghi, con a fianco il fratello Costantino VIII, spronò il cavallo, portandosi incontro all'imperatore con la sciabola sguainata. Basilio II rimase immobile stringendo con la mano destra la sciabola, mentre con la sinistra teneva alta un'icona della vergine Maria. Improvvisamente Barda Foca cadde da cavallo, forse in conseguenza di un attacco di vertigine o colto da un mortale malore. Sta di fatto che quando le compagnie imperiali arrivarono sul posto lo trovarono privo di vita. Il suo esercito fu completamente sterminato.